# Ланской, Пётр Петрович
Пётр Петро́вич Ланско́й (13 (24) марта 1799 — 6 (18) мая 1877) — русский дворянин, генерал от кавалерии, с 1844 года был женат на Наталье Николаевне Гончаровой, вдове А. С. Пушкина. Брат генералов Сергея и Павла Ланских.

## Биография
Пётр Ланской родился в семье Петра Сергеевича Ланского (1752—1805) и его жены Елизаветы Романовны Лепарской (1770—после 1838) (сестры С. Р. Лепарского). Получил домашнее образование, начал военную службу в 1818 году корнетом Кавалергардского полка. В 1820 году стал поручиком, в 1824 — штаб-ротмистром, в 1827 — ротмистром. В 1834 году был произведён в полковники и назначен флигель-адъютантом в императорскую свиту. 10 октября 1843 года Ланской стал генерал-майором и выбыл из свиты с назначением состоять по кавалерии и при Гвардейской кирасирской дивизии.
9 мая 1844 года Ланской был назначен командиром лейб-гвардии Конного полка. 7 ноября 1846 года был вновь зачислен в свиту, уже в звании генерал-майора. 3 апреля 1849 года был удостоен свитского звания генерал-адъютанта, 6 декабря 1853 года — произведён в генерал-лейтенанты.
Во время Крымской войны Ланской формировал ополчение Вятской губернии. 26 августа 1856 года был назначен начальником Гвардейской кирасирской дивизии. Был членом Комитета государственного коннозаводства. В 1865 году исполнял обязанности Петербургского генерал-губернатора, в 1866 году произведён в генералы от кавалерии.

## Семья

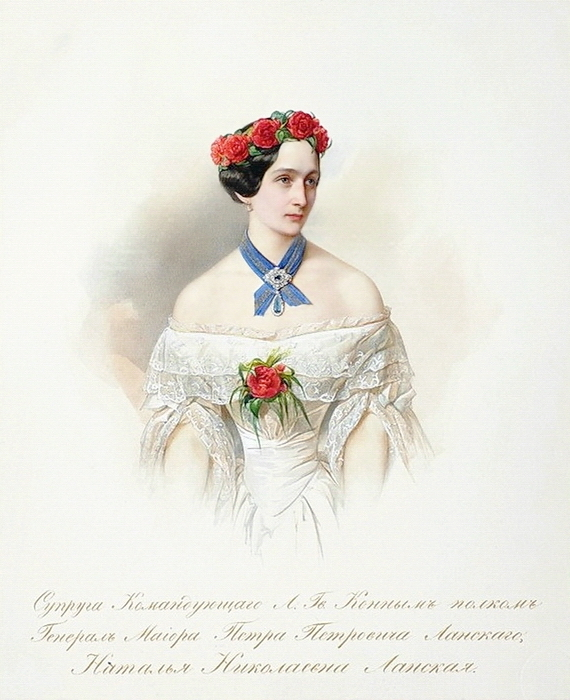
Портрет 1849 года с подписью «Супруга командующаго Л. Гв. Конным полком Генерал Майора Петра Петровича Ланского Наталья Николаевна Ланская»

В 1843 году генерал-майор Ланской, числившийся в Кавалергардском полку и состоявший в свите Его Величества, взял длительный отпуск и, по предписанию врачей, отправился в Баден-Баден, модный курорт. Ланской познакомился с братом Натальи Николаевны, Иваном Николаевичем Гончаровым и его первой женой Марией Ивановной, также лечившимися на водах. В Петербург Ланской возвращался раньше них, и его попросили передать посылку и письмо для сестры Ивана Николаевича. Наталья Николаевна пригласила его бывать у неё в доме.
К моменту его знакомства с Натальей Николаевной ему было почти 45 лет, и он ещё не был женат. В мае 1844 года он сделал ей предложение, на которое она ответила согласием. По сообщению А. П. Араповой, император Николай выражал желание стать посаженным отцом невесты, чтобы благословить её на новую жизнь. Но Наталья Николаевна пожелала, чтобы свадьба прошла в семейном кругу, и «уклонилась от этой чести». Венчание состоялось 16 июля 1844 года в Стрельне. Там же, на казённой даче командира Конногвардейского полка, Ланские провели медовый месяц.
В конце 1844 года семья неожиданно пополнилась сразу тремя детьми. 20 ноября скончался младший брат Петра Петровича Александр. Заботу о сиротах взяла на себя Наталья Николаевна. В семье, где ещё не было своих общих детей — они родятся позднее — насчитывалось семеро ребятишек.
В браке Ланского и Пушкиной родились три дочери:
- Александра (1845—1919) — фрейлина, супруга Ивана Андреевича Арапова, автор мемуаров;
- Софья (1846—1918) — супруга генерал-лейтенанта Николая Николаевича Шипова (1846—1911);
- Елизавета (1848—1903) — в первом браке супруга полковника Николая Андреевича Арапова (1847—1883), во втором, после 1883 года — генерал-лейтенанта Сергея Ильича Бибикова (1851—1903).

Пётр Ланской заботился не только о своих детях, но и о детях Натальи Николаевны от первого брака с А. С. Пушкиным. После смерти жены воспитывал двух старших детей падчерицы, Натальи Александровны Дубельт, разъехавшейся с мужем и с 1862 года жившей за границей.
Судя по самым разным источникам, отношения супругов Ланских были тёплыми. Вот как их характеризует сама Наталья Николаевна в одном из писем к мужу, которое она написала летом 1849 года: «Ко мне у тебя чувство, которое соответствует нашим летам; сохраняя оттенок любви, оно, однако, не является страстью, и именно поэтому это чувство более прочно, и мы закончим наши дни так, что эта связь не ослабнет».
Пётр Петрович Ланской пережил жену на 14 лет, умер от рака 6 (18) мая 1877 года. Похоронен в Александро-Невской лавре на Лазаревском кладбище в одной могиле с женой.

## Награды
- Бриллиантовый перстень (1826);
- Орден Святого Станислава 2-й степени (1833);
- Орден Святой Анны 2-й степени (1835);

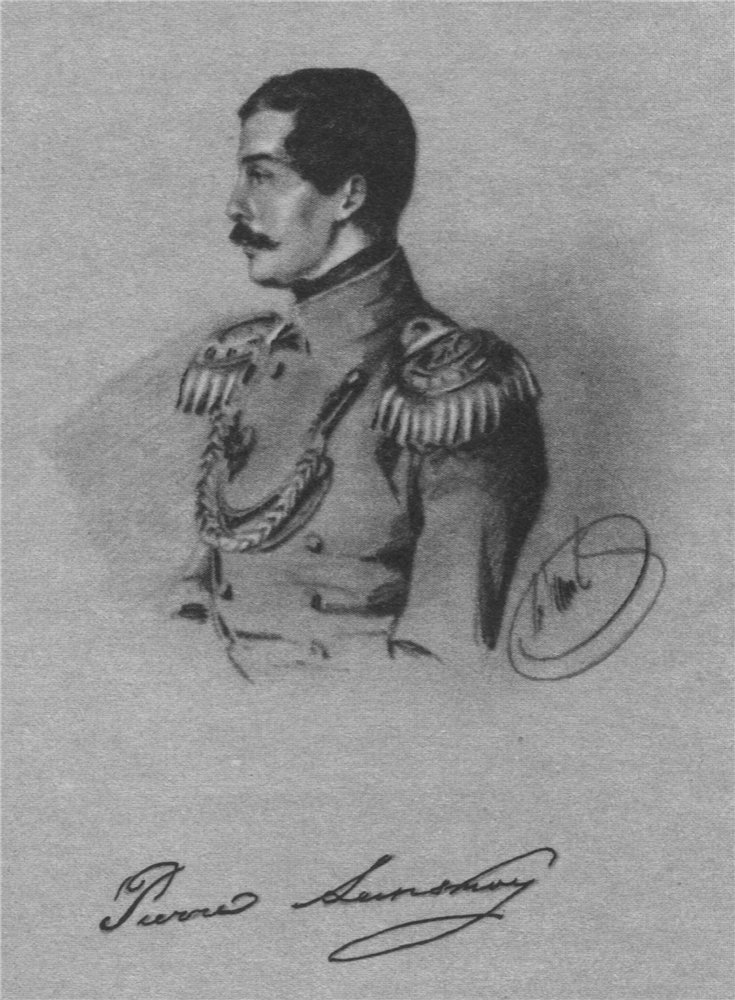
Ланской Пётр Петрович (1799—1877). Худ. Ланской Н. П., 1852 г.

- Императорская корона к ордену Святой Анны 2-й степени (1839);
- Знак отличия за XX лет беспорочной службы (1840);
- Орден Святого Владимира 3-й степени (1841);
- Орден Святого Георгия 4-й степени за 25 лет службы (1847);
- Орден Святого Станислава 1-й степени (1848);
- Орден Святой Анны 1-й степени (1851);
- Знак отличия за XXX лет беспорочной службы (1851);
- Орден Святого Владимира 2-й степени (1855);
- Орден Белого орла (1857);
- Знак отличия за XXXV лет беспорочной службы (1858);
- Табакерка с портретом Его Величества (1859);
- Орден Святого Александра Невского (1865);
- Алмазные знаки к ордену Святого Александра Невского (1868);
- Орден Святого Владимира 1-й степени (1871).

Иностранные:
- Прусский Орден Святого Иоанна Иерусалимского (1835);
- Вюртембергский Орден Короны 1-й степени (1872).